# Pierre-Joseph Formet
Pierre-Joseph Formet (7. února 1724 Lomont – 30. dubna 1784 Ventron) byl francouzský poustevník v horském pásmu Vogézy.

## Život
Narodil se 7. února 1724 v Lomontu do chudé dělnické rodiny jako syn Étienna Formeta a Anne-Catherine Perrin. Ve čtrnácti letech přišel o matku.
Stal se sluhou u křesťanského farmáře v Roye, kde se seznámil se životem pouštních otců. V sedmnácti letech narukoval do armády, která se pět let účastnila války o rakouské dědictví. S dalšími vojáky se vydal do Landau in der Pfalz a odtud do Prahy, kde byl začleněn do Navarrského pluku (2. české armády). V rámci tohoto pluku se zúčastnil několika bitev proti Angličanům, zejména bitvy u Raucoux. V říjnu 1746 byl demobilizován.
Po smrti otce v roce 1748 se rozhodl stát se poustevníkem. Vzal si s sebou pouze krucifix, obraz Panny Marie a lebku své matky, která byla objevena během pohřbu jeho otce, a zamířil do Vogéz. Usadil se v Ternuay, poté v Demruptu, odkud ho vyhnaly místní úřady. Následně si postavil poustevnu mezi obcemi Bussang a Ventron, kde pobýval dva roky. Navštěvoval nedělní mše v Bussangu. Později ho obyvatelé Ventronu přijali za svého a postavili mu novou dřevěnou poustevnu s kaplí na místě zvaném Les Buttes. Roku 1757 byla poustevna a kaple nahrazeny kamennou stavbou. Jako poustevník podnikal poutě do kláštera Einsiedeln ve Švýcarsku.
Kolem roku 1766 se pokusil usadit v Alsasku. Postavil si poustevnu poblíž opatství Pairis, nedaleko Orbey, ale po několika týdnech byl mnichy vyhnán zpět do Les Buttes.
Zemřel 30. dubna 1784 ve své poustevně. Na jeho těle byla objevena tetování. Na pravé paži měl napsáno „Marie, matka mého srdce“, na levé paži „Chválen a uctíván buď Ježíš Kristus“ a na ramenou, vedle monstrance, měl posloupnost velkých písmen rozložených do tří řádků: „ESTOMTSNRE/MENTDENMA/OWONMAR“.
Byl obdivován pro víru, odvahu a lásku k Bohu. Staral se o děti, vzdělával je a pečoval o nemocné. Připisuje se mu několik zázraků, které během jeho života vykonal: uzdravení slepých a nemocných a také vzkříšení mrtvého dítěte.

## Proces svatořečení
Proces byl zahájen roku 1894 v diecézi Saint-Dié. Dne 22. dubna 1903 byla započata římská fáze procesu udělením titulu ctihodného.